# Vicariat apostolique d'Alep

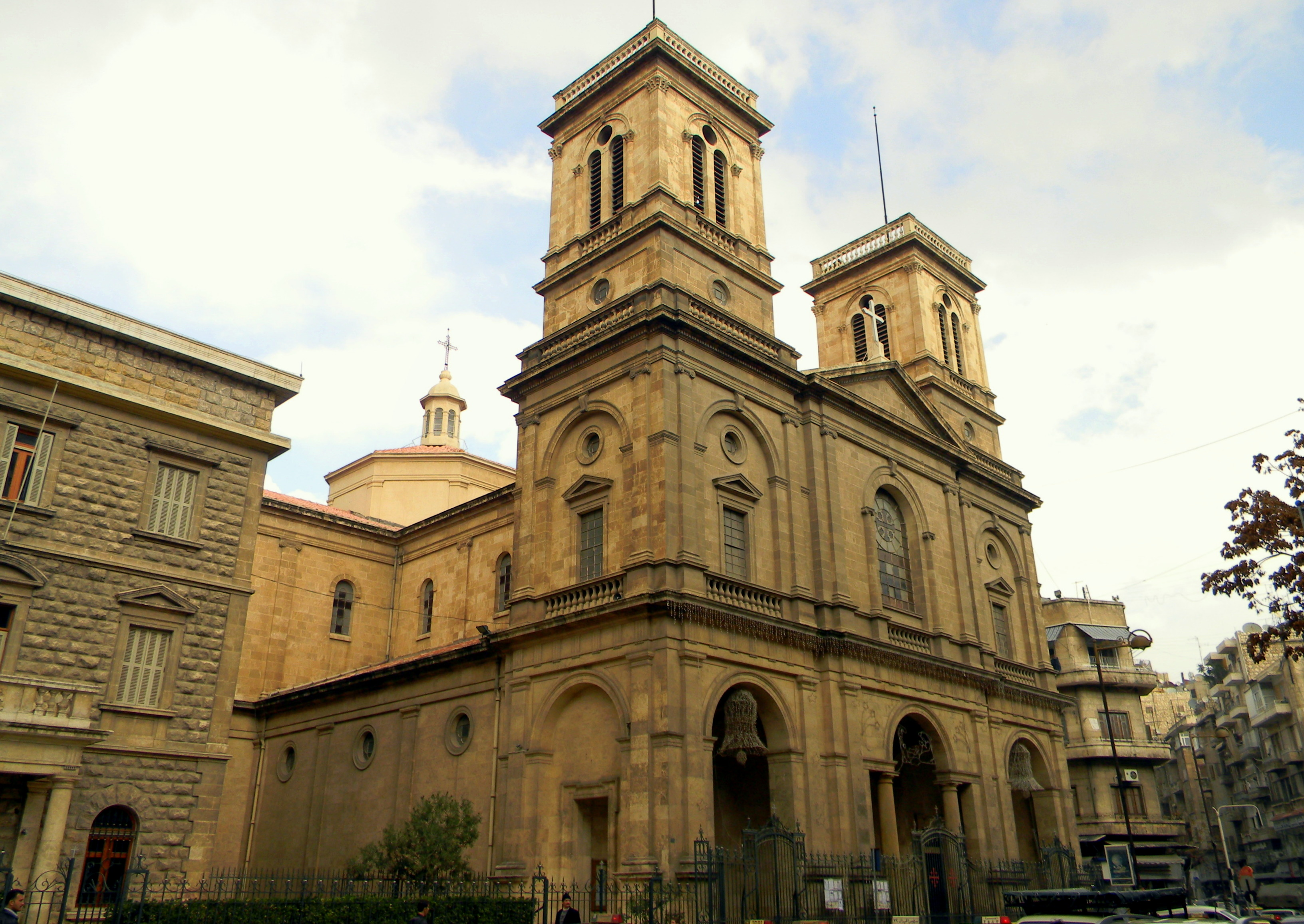
Vue de la cathédrale Saint-François-d'Assise d'Alep en 2011

Le vicariat apostolique d'Alep (en latin: Vicariatus Apostolicus Aleppensis) est un siège de l'Église catholique immédiatement sujet du Saint-Siège. Il comptait environ douze mille baptisés en 2004.

## Territoire
Le vicariat apostolique étend sa juridiction sur les fidèles catholiques latins de Syrie. D'autres territoires catholiques dépendent de juridictions d'autres rites (Église chaldéenne, Église syriaque, Église maronite, etc.) Son siège se trouve à Alep, dans le nord du pays, où se trouve la cathédrale Saint-François-d'Assise d'Alep, dont dépendent dix paroisses.

## Historique
Il y eut une première tentative d'ériger un vicariat apostolique à Alep en 1645. C'est en effet le 31 juillet 1645 que fut nommé évêque le franciscain Giovanni Battista di Dovara, mais il n'eut pas le temps de se rendre à sa résidence. Le vicariat fut donc mort-né.
Il fut érigé une seconde fois le 27 juin 1762, mais  il eut une vie brève à cause de la suppression de la Compagnie de Jésus en 1773 (à qui un certain nombre d'établissements étaient confiés) et surtout de la révolution française qui supprima tous les ordres et congrégations religieuses, non seulement dans la mère-patrie, mais aussi en terres de mission.
Après le congrès de Vienne, la Propaganda Fide restaura le vicariat apostolique en 1817, avec le nom de vicariat apostolique de Syrie, Égypte, Arabie et Chypre. Il avait juridiction sur une grande partie des missions catholiques des régions centrales et méridionales de l'Empire ottoman et précisément : en Syrie, au Liban, à Chypre, en Palestine, dans la péninsule Arabique, en Égypte, mais aussi en Abyssinie (c'est-à-dire dans les zones actuelles d'Éthiopie et d'Érythrée) en Nubie (actuel Soudan). Il comprenait également d'autres parties d'Anatolie,  et les villes d'Antioche (aujourd'hui Antakya) et Alexandrette (İskenderun).
En 1839, il céda une portion de son territoire à l'avantage du vicariat apostolique d'Égypte et d'Arabie (aujourd'hui vicariat apostolique d'Alexandrie) et de la préfecture apostolique d'Abyssinie (aujourd'hui archéparchie d'Addis-Abeba de rite éthiopien), et adopta donc le nom de vicariat apostolique d'Alep.
Le 4 octobre 1847 il céda encore la Palestine, Chypre et des territoires correspondant à l'actuelle Jordanie pour former le patriarcat latin de Jérusalem.
Avec la fin de l'Empire ottoman, la naissance de l'actuelle Turquie (1923) et surtout le passage de la province de Hatay de la Syrie à la Turquie (1938), le vicariat apostolique d'Alep perd ses territoires turcs au profit du nouveau vicariat apostolique d'Istanbul (1939).
Le 4 juin 1953, il céda une nouvelle portion de territoire pour former le vicariat apostolique de Beyrouth. Dès lors, le vicariat apostolique d'Alep correspond géographiquement au territoire de la seule république arabe de Syrie.

## Liste des ordinaires
- Giovanni Battista di Dovara, O.F.M. † (31 juillet 1645 - ? démission)
  - Sede vacante
- Arnaud Bossu, C.M. † (17 juin 1762 - 20 novembre 1765 démission)
  - Sede vacante
- Aloisio Gandolfi, C.M. † (13 janvier 1818 - 25 août 1825 décédé)
- Giovanni Pietro Losana † (23 janvier 1827 - 30 septembre 1833 nommé évêque du diocèse de Bielle)
- Jean-Baptiste Auvergne † (29 mars 1833 - 14 septembre 1836 décédé)
- Giuseppe Angelo di Fazio, O.F.M.Cap. † (15 décembre 1837 - 13 décembre 1838 décédé)
- François Villardel, O.F.M. † (8 mars 1839 - 19 juin 1852 décédé)
- Paolo Brunoni † (4 juillet 1853 - 23 novembre 1858 nommé vicaire apostolique de Constantinople)
  - Giuseppe Valerga † (1858 - 2 décembre 1872 décédé) (administrateur apostolique)
  - Serafino Milani, O.F.M. † (23 janvier 1874 - ? démission) (évêque élu)
- Ludovico Piavi, O.F.M. † (13 novembre 1876 - 28 août 1889 nommé patriarche de Jérusalem des Latins)
- Gaudenzio Bonfigli, O.F.M. † (18 août 1890 - 25 février 1896 nommé vicaire apostolique d'Egypte)
- Pietro Gonzalez Carlo Duval, O.P. † (25 février 1896 - 31 juillet 1904 décédé)
- Frediano Giannini, O.F.M. † (20 janvier 1905 - 1936 démission)
- ...
  - Bonaventure Akiki, O.F.M. † (28 juin 1967 - 1er mars 1973) (administrateur apostolique)
- Bonaventure Akiki, O.F.M. † (1er mars 1973 - 1979 retraite)
- Guerino Domenico Picchi, O.F.M. † (20 juin 1980 - 9 juillet 1992 retraite)
- Armando Bortolaso, S.D.B. (9 juillet 1992 - 21 novembre 2002 retraite)
- Giuseppe Nazzaro, O.F.M. (21 novembre 2002 - 15 avril 2013 retraite)
  - Georges Abou Khazen, O.F.M., 15 avril 2013 - 4 novembre 2013 (administrateur apostolique)
- Georges Abou Khazen, O.F.M., 4 novembre 2013 - 29 juin 2022
- Hanna Jallouf, O.F.M., depuis le 1er juillet 2023

## Statistiques
La diocèse comprenait douze mille baptisés à la fin de l'année 2004 pour 41 prêtres, 56 religieux et 192 religieuses en dix paroisses.